# Lekkoatletyka na Letnich Igrzyskach Olimpijskich 1972 – sztafeta 4 × 400 m mężczyzn
Sztafetę 4 × 100 metrów mężczyzn podczas XX Letnich Igrzysk Olimpijskich w Monachium rozegrano  9 (eliminacje) i 10 września 1972 (finał) na Stadionie Olimpijskim. Zwycięzcą została sztafeta Kenii, która biegła w składzie: Charles Asati, Munyoro Nyamau, Robert Ouko i Julius Sang.
Sztafeta Stanów Zjednoczonych, która była faworytem do zwycięstwa, nie wystąpiła, ponieważ dwaj amerykańscy czterystumetrowcy Vincent Matthews i Wayne Collett zostali zdyskwalifikowani za swe zachowanie podczas dekoracji medalistów biegu na 400 metrów, a John Smith doznał kontuzji w finale tej konkurencji. 

## Rekordy
|                   | Reprezentacja     | Zawodnicy                                             | Czas    | Data                      | Miejsce |
| ----------------- | ----------------- | ----------------------------------------------------- | ------- | ------------------------- | ------- |
| Rekord świata     | Stany Zjednoczone | Vincent Matthews, Ron Freeman, Larry James, Lee Evans | 2:56,16 | 20 października 1968(dts) | Meksyk  |
| Rekord olimpijski | Stany Zjednoczone | Vincent Matthews, Ron Freeman, Larry James, Lee Evans | 2:56,16 | 20 października 1968(dts) | Meksyk  |

## Wyniki
| Poz. - pozycja |
| – rekord świata \| – rekord krajowy \| – rekord życiowy \| = – wyrównany rekord życiowy \| · – najlepszy wynik w sezonie \| = – wyrównany najlepszy wynik w sezonie \| – rekord olimpijski |
| Fn – falstart \| DNF – nie ukończyła \| DNS – nie wystartowała \| DSQ – zdyskwalifikowana                                                                                                  |

### Eliminacje
21 sztafet przystąpiło do biegów eliminacyjnych. Rozegrano trzy biegi. Do finału awansowały po dwie najlepsze sztafety w każdym biegu (Q) oraz dwie z najlepszymi czasami spośród pozostałych (q).

#### Bieg 1
| Poz. | Państwo           | Zawodnicy                                                     | Rezultat | Uwagi |
| ---- | ----------------- | ------------------------------------------------------------- | -------- | ----- |
| 1    | Wielka Brytania   | Martin Reynolds, Alan Pascoe, David Hemery, David Jenkins     | 3:01,26  | Q     |
| 2    | Kenia             | Charles Asati, Munyoro Nyamau, Robert Ouko, Julius Sang       | 3:01,27  | Q     |
| 3    | Szwecja           | Erik Carlgren, Kenth Öhman, Ulf Rönner, Anders Faager         | 3:03,05  | q,    |
| 4    | Kanada            | Ian Gordon, Brian MacLaren, Craig Blackman, Tony Powell       | 3:04,22  |       |
| 5    | Jugosławia        | Miro Kocuvan, Laszlo Ubori, Josip Alebić, Milorad Čikić       | 3:05,70  | [ 3 ] |
| 6    | Maroko            | Omar Ghizlat, Omar Chokhmane, Salah Fettouh, Mohamed Bouboud  | 3:05,92  |       |
| 7    | Portugalia        | Fernando Silva, Alberto Matos, José Carvalho, Fernando Mamede | 3:10,00  |       |
| –    | Stany Zjednoczone | Maurice Peoples, Tommy Turner, Lee Evans, John Smith          | DNS      |       |

#### Bieg 2
| Poz. | Państwo           | Zawodnicy                                                                           | Rezultat | Uwagi |
| ---- | ----------------- | ----------------------------------------------------------------------------------- | -------- | ----- |
| 1    | RFN               | Bernd Herrmann, Horst-Rüdiger Schlöske, Hermann Köhler, Karl Honz                   | 3:03,27  | Q     |
| 2    | Trynidad i Tobago | Edwin Roberts, Charles Joseph, Arthur Cooper, Trevor James                          | 3:03,48  | Q     |
| 3    | Nigeria           | Musa Dogon Yaro, Bruce Ijirighwo, Mamman Makama, Robert Ojo                         | 3,04,31  |       |
| 4    | Etiopia           | Tegegne Bezabeh, Shoangizaw Worku, Ketema Benti, Mulugetta Tadesse                  | 3:08,59  |       |
| 5    | Włochy            | Daniele Giovanardi, Giacomo Puosi, Lorenzo Cellerino, Sergio Bello                  | 3:09,7   |       |
| 6    | Tanzania          | Hamad Ndee, Obedi Mwanga, Omari Abdallah, Claver Kamanya                            | 3:10,1   |       |
| 7    | Senegal           | Omar Ba, Abou Mamadou Sow, Samba Dièye, Jean-Pierre Mango                           | 3:11,2   |       |
| 8    | Sudan             | Mohamed Musa Gadou, Dafallah Sultan Farah, Ibrahim Saad Abdel Galil, Angelo Hussein | 3:14,5   |       |

#### Bieg 3
| Poz. | Państwo   | Zawodnicy                                                                              | Rezultat | Uwagi |
| ---- | --------- | -------------------------------------------------------------------------------------- | -------- | ----- |
| 1    | Polska    | Jan Werner, Jan Balachowski, Zbigniew Jaremski, Andrzej Badeński                       | 3:02,52  | Q     |
| 2    | Finlandia | Stig Lönnqvist, Ari Salin, Ossi Karttunen, Markku Kukkoaho                             | 3:02,97  | Q,    |
| 3    | Francja   | Gilles Bertould, Daniel Vélasques, Francis Kerbiriou, Jacques Carette                  | 3:03,13  | q     |
| 4    | Jamajka   | Leighton Priestley, Kim Rowe, Trevor Campbell, Alfred Daley                            | 3:03,83  |       |
| 5    | Wenezuela | Raúl Dome, Félix Pérez, José Jacinto Hidalgo, Eric Phillips                            | 3:06,99  |       |
| 6    | Malezja   | Tambusamy Krishnan, Sinnayah Sabapathy, Mohamed Hassan bin Osman, Baba Singhe Peyadesa | 3:13,51  |       |
| –    | Pakistan  | Muhammad Younis, Norman Brinkworth, Muhammad Siddique, Nusrat Iqbal Sahi               | DNS      |       |

### Finał
| Poz. | Państwo           | Zawodnicy                                                             | Rezultat | Uwagi |
| ---- | ----------------- | --------------------------------------------------------------------- | -------- | ----- |
| 1    | Kenia             | Charles Asati, Munyoro Nyamau, Robert Ouko, Julius Sang               | 2:59,83  |       |
| 2    | Wielka Brytania   | Martin Reynolds, Alan Pascoe, David Hemery, David Jenkins             | 3:00,46  | [ 5 ] |
| 3    | Francja           | Gilles Bertould, Daniel Vélasques, Francis Kerbiriou, Jacques Carette | 3:00,65  | [ 6 ] |
| 4    | RFN               | Bernd Herrmann, Horst-Rüdiger Schlöske, Hermann Köhler, Karl Honz     | 3:00,88  |       |
| 5    | Polska            | Jan Werner, Jan Balachowski, Zbigniew Jaremski, Andrzej Badeński      | 3:01,05  |       |
| 6    | Finlandia         | Stig Lönnqvist, Ari Salin, Ossi Karttunen, Markku Kukkoaho            | 3:01,12  | [ 4 ] |
| 7    | Szwecja           | Erik Carlgren, Anders Faager, Kenth Öhman, Ulf Rönner                 | 3:02,57  | [ 2 ] |
| 8    | Trynidad i Tobago | Arthur Cooper, Pat Marshall, Charles Joseph, Edwin Roberts            | 3:03,58  |       |